# Trzciana
Pour les articles homonymes, voir Trzciana (homonymie).
Trzciana est une localité polonaise, siège de la gmina de Trzciana, située dans le powiat de Bochnia en voïvodie de Petite-Pologne.